# Богданович, Вячеслав Васильевич
Вячесла́в Васи́льевич Богдано́вич (бел. Вячаслаў Васілевіч Багдановіч; 26 ноября 1878, город Дисна, Дисненский уезд, Виленская губерния, Российская империя — не ранее 23 октября 1939) — белорусский религиозный и общественно-политический деятель, иконописец, живописец, композитор.

## Биография
Родился в семье сельского православного священника. Братья Анатолий и Геннадий — педагоги.
Окончил Полоцкое духовное училище, в 1899 году — Витебскую духовную семинарию, в 1903 году —Киевскую духовную академию со степенью кандидата богословия.
С 6 ноября 1903 года преподаватель библейской и церковной истории в Витебской духовной семинарии, одновременно с 1904 года преподаватель пения в витебской мужской гимназии и математики в частной женской гимназии А. Варвариной. С 1905 года член Полоцкого епархиального училищного совета и строительного комитета Константино-Михайловского храма в Вильно, делопроизводитель Витебского отдела Императорского православного палестинского общества.
С 18 мая 1907 года инспектор Минской духовной семинарии, с осени — инспектор и преподаватель Священного Писания в Литовской духовной семинарии. С 1910 года член Литовского епархиального училищного совета, казначей паломнического отдела Виленского Свято-Духовского братства с 1911 года хранитель Литовского епархиального древлехранилища, статский советник. В 1915 году организатор эвакуации семинарии в Рязань.
Награждён орденами св. Станислава III степени (1909) и св. Анны III степени (1912).
В 1917 году секретарь Всероссийского съезда деятелей духовной школы, участник Первого съезда белорусских беженцев, член Поместного собора Православной Российской Церкви от Литовской епархии, член II, VII, XIII, XX отделов. Автор карандашных портретов соборян.
С 1919 году исполняющий обязанности ректора Литовской ДС, редактор «Литовских епархиальных ведомостей», секретарь Литовского епархиального совета, псаломщик в храме св. Евфросинии в Вильно. В 1922 г. как противник автокефалии Польской Православной Церкви снят со всех должностей архиепископом Варшавским Георгием. В октябре 1922 года арестован польскими властями, с архиепископом Литовским и Виленским Елевферием вывезены в Краков.
С сентября 1921 года — член Общества белорусского школы. Законоучитель в Виленской белорусской гимназии.
В конце 1922 года избран в Сенат Польской Республики от Блока национальных меньшинств. Член Белорусского посольского клуба. Активно боролся за права белорусов. В 1928 году избран сенатором на второй срок. Выступая в сенате, обратил внимание на действительное положение Православной церкви, насилие, конфискацию имущества, национальное притеснение. С 1930 года преподавал в женском епархиальном училище и Виленской русской гимназии им. Пушкина (выполненной им картиной «Русь Святая» украшен был актовый зал). В 1932 году находился под арестом.
Со священником Лукой Голодом организовал в Вильно при Екатерининской церкви единственный в Польше православный приход под юрисдикцией Московской Патриархии, где служил псаломщиком (1924—1936); за это митрополитом Дионисием отлучён от Польской автокефальной церкви (1925). В 1936 году община разгромлена администрацией, храм закрыт и опечатан.
В 1927—1930 годах председатель Белорусского национального комитета (до 28 июля 1933 года председатель церковной православной комиссии при нём) и общественно-религиозной организации «Православное белорусское демократическое объединение» в Вильно. В 1927—1928 годах издатель и один из главных авторов журнала «Православная Беларусь». До середины 1930-х годов поддерживал связи с белорусскими католическими деятелями, христианскими демократами и общиной виленских мариавитов. Положил на музыку несколько романсов А. Пшчолки. По данным Адольфа Климовича, в 1920-е Богдановичу приписывалось авторство романса «Зорка Вэнэра» на слова Максима Богдановича.
В 1927—1932 годах депутат Виленского городского совета от Белорусско-русского блока, защищал права православных, спасал русских эмигрантов от высылки в СССР.
В 1939 году, перед началом Второй мировой войны обвинен в антигосударственной деятельности и арестован польской дефензивой. 1 сентября из виленской тюрьмы этапирован в концлагерь Берёза-Картузская. После прихода Красной Армии вернулся домой, где был арестован 30 сентября или 17 октября 1939 года органами НКВД и 23 октября расстрелян без суда в Лукишской тюрьме (по другим сведениям расстрелян — в июне 1941 г. при эвакуации тюрьмы № 26 из г. Вилейки).

### Семья
23 июня 1906 года обвенчан с дочерью священника Езерищенской церкви Варварой Георгиевной Смирновой. Дети: Глеб (родился 10.06.1913 г.), Людмила (родилась 27.01.1915 г.), Олег (родился 29.03.1918 г.).